# William P. Frye

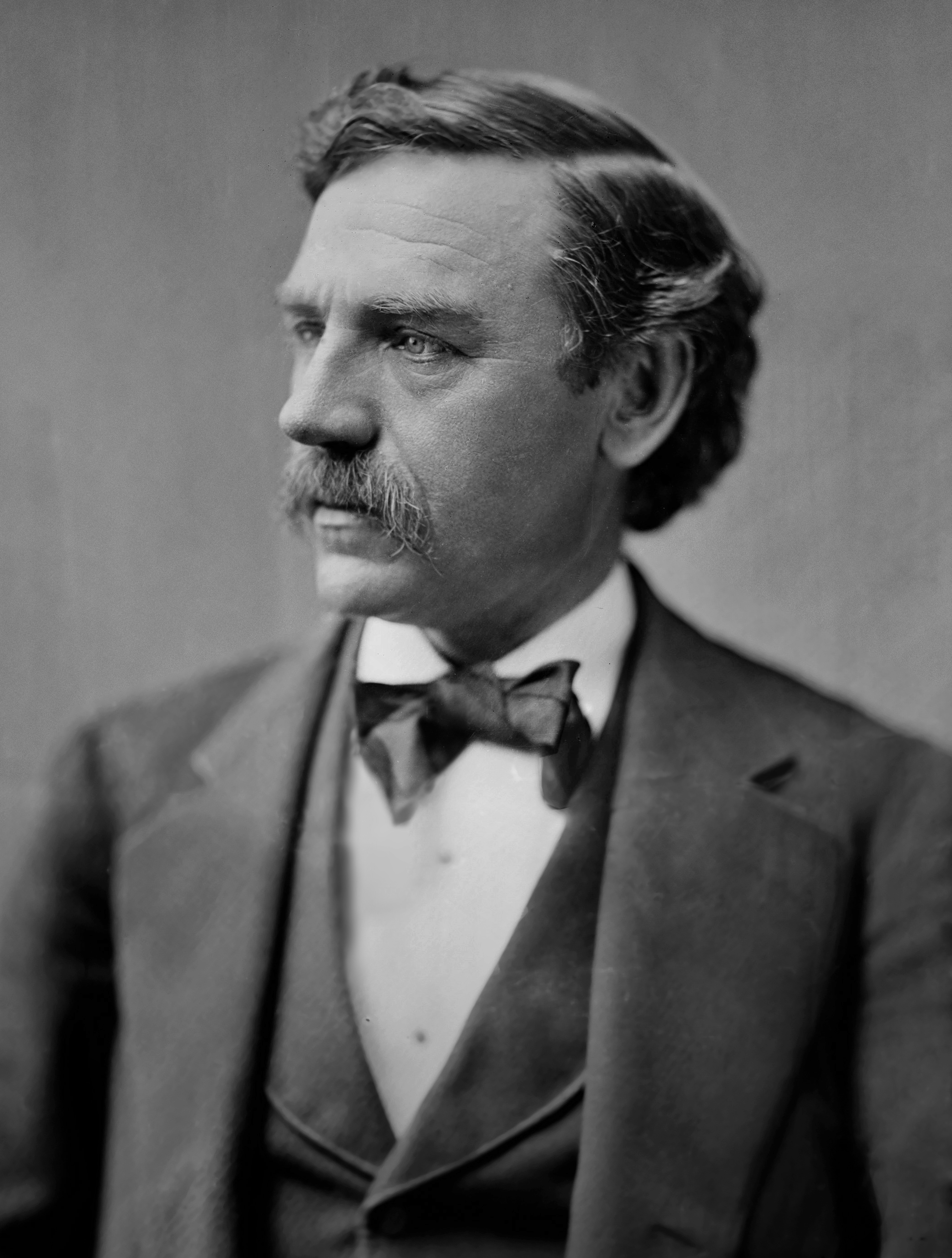
William P. Frye

William Pierce Frye (* 2. September 1830 in Lewiston, Maine; † 8. August 1911 ebenda) war ein US-amerikanischer Politiker (Republikanische Partei), der den Bundesstaat Maine in beiden Kammern des Kongresses vertrat.
Der aus dem Androscoggin County stammende William Frye besuchte dort zunächst die öffentlichen Schulen und machte dann 1850 seinen Abschluss am Bowdoin College in Brunswick. Er studierte in der Folge die Rechtswissenschaften, wurde in die Anwaltskammer aufgenommen und begann 1853 zunächst in Rockland zu praktizieren; später kehrte er aber nach Lewiston zurück. Frye war an der Gründung des Bates College in seiner Heimatstadt beteiligt und war danach langjähriger Kurator dieser Einrichtung, an der er 1881 den Doktor der Rechte erwarb.
Seine politische Laufbahn begann im Repräsentantenhaus von Maine, dem er von 1861 bis 1862 sowie noch einmal im Jahr 1867 angehörte. Von 1866 bis 1867 war er Bürgermeister von Lewiston; im Anschluss wurde er Attorney General von Maine. Diesen Posten legte er 1869 nieder. Im folgenden Jahr wurde er ins Repräsentantenhaus der Vereinigten Staaten gewählt, woraufhin er sein Mandat in Washington, D.C. ab dem 4. März 1871 wahrnahm. Er verblieb dort nach mehrfacher Wiederwahl bis zum 17. März 1881. An diesem Tag trat er als Abgeordneter zurück, um im US-Senat den Sitz des seinerseits zurückgetretenen James G. Blaine zu übernehmen.
Für Frye schloss sich eine mehr als 30-jährige Laufbahn im Senat an. Er wurde 1883, 1889, 1895, 1901 und 1907 jeweils von den Wählern bestätigt und stieg am 7. Februar 1896 zum Senatspräsident pro tempore auf. Diesen Posten hatte er bis zum 27. April 1911 inne. Seinem Rücktritt als Präsident pro tempore aus gesundheitlichen Gründen folgte eine sich über Wochen hinziehende Vakanz, da sich die Kandidaten der konservativen und der progressiven Republikaner sowie der Demokraten sich gegenseitig blockierten. Erst am 14. August gab es eine Einigung auf ein Rotationsprinzip zwischen den drei Gruppierungen, woraufhin das Amt bis zum März 1913 ständig neu besetzt wurde.
Sechs Tage vor der Einigung war William Frye in seinem Geburtsort Lewiston verstorben. Im Senat hatte er neben seiner Tätigkeit als Präsident pro tempore außerdem noch zeitweise den Vorsitz im Rules Committee geführt. Außerdem gehörte er im September 1898 der Kommission an, die in Paris den Friedensvertrag mit Spanien nach dem Spanisch-Amerikanischen Krieg aushandelte. Zum Zeitpunkt seines Todes trug er den Ehrentitel „Dean of the United States Senate“ als Senatsmitglied mit der längsten ununterbrochenen Amtsdauer.
William Fryes Enkel Wallace H. White saß von 1931 bis 1949 ebenfalls für Maine im US-Senat.